# Parafia św. Wincentego Ferreriusza w Borzęcinie Dużym
Parafia pw. Świętego Wincentego Ferreriusza w Borzęcinie Dużym – rzymskokatolicka parafia należąca do dekanatu laseckiego, archidiecezji warszawskiej, metropolii warszawskiej Kościoła katolickiego, w Borzęcininie Dużym. Obługiwana przez księży diecezjalnych. Kościół parafialny mieści się przy ulicy Warszawskiej, głównej ulicy wsi.

## Historia
Parafia została utworzona między 1166 a 1254, kościół pierwotnie miał wezwanie św. Zygmunta. Do 1428 parafia obsługiwana była przez księży diecezjalnych a następnie probostwo zostało włączone do klasztoru w Czerwińsku. Od 1450 parafia była przyłączona do kościoła św. Jerzego w Warszawie. Proboszczowie kościoła św. Jerzego byli równocześnie proboszczami parafii w Borzęcinie. Klasztor i kościół należał wówczas do zakonu kanoników regularnych.  W 1819 zakon uległ kasacie. Parafię obejmują księża diecezjalni.
Drewniany kościół postawiony w 1662 spłonął doszczętnie w 1852. Wincenty i Tekla Rapaccy właściciele dóbr w Borzęcinie oraz Ożarowie sfinansowali odbudowę kościoła oraz jego wyposażenie. Poświęcenie jego nastąpiło już w 1855. 
W 1890 pobudowano nową plebanię, a w 1904 kolejny proboszcz, ks. dr Wacław Kietliński wystawił figurę Matki Boskiej.